# Yasuhiro Okuyama
Yasuhiro Okuyama (født 21. november 1985) er en japansk professionel fodboldspiller.
Han har spillet for flere forskellige klubber i sin karriere, herunder JEF United Chiba og Gainare Tottori.